# Малая Тарасовка (Барышевская община)
Малая Тарасовка (укр. Мала Тарасівка) — село, входит в Барышевскую поселковую общину Броварского района Киевской области Украины. До 2020 года входило в состав Барышевского района.
Население по переписи 2001 года составляло 11 человек. Почтовый индекс — 07561. Телефонный код — 4576. Занимает площадь 0,65 км².

## Местный совет
07561, Киевская обл., Барышевский р-н, c. Подолье